# Petra Wahnsiedler
Petra Wahnsiedler (19 de abril de 1961) es una deportista alemana que compitió para la RFA en judo. Ganó una medalla de plata en el Campeonato Europeo de Judo de 1984 en la categoría de –61 kg.

## Palmarés internacional
| Campeonato Europeo | Campeonato Europeo | Campeonato Europeo | Campeonato Europeo |
| Año                | Lugar              | Medalla            | Categoría          |
| ------------------ | ------------------ | ------------------ | ------------------ |
| 1984               | Pirmasens (RFA)    | Medalla de plata   | –61 kg             |